# Computer Gaming World
Computer Gaming World — американский журнал, посвящённый компьютерным играм, выходивший с 1981 по 2006 годы. Один из первых журналов, посвященных исключительно компьютерным играм и игровой индустрии.

## История
Журнал был основан в 1981 году бывшим южно-баптистским священником Расселом Сайпом. Идея создания журнала о компьютерных играх пришла Сайпу, когда он размышлял о проблемах, с которыми столкнулся во время игры в Computer Air Combat от Strategic Simulations. Исходя из этого он понял, что существует потребность в полноценном издании о компьютерных играх. В июне Сайп основал компанию «Golden Empire Publications Inc» и приступил к созданию первого номера «Computer Gaming World», который вышел в ноябре того же года. В ходе подготовки первого выпуска выяснилось, что журнал ожидает конкуренция. На зиму 1981 года были запланированы первые выпуски двух других новых журналов о компьютерных играх — Electronic Games и Softalk.
Название было выбрано из множества предложенных вариантов. По заявлению Сайпа, оно наиболее полно отражает идею журнала, которая заключается в том, что он посвящен не только обзорам игр, но и игровым стратегиям, аспектам игрового дизайна, а также людям, стоящим за играми и работающим в компаниях, выпускающих игры. При этом он был рассчитан не только на потребителей, но и на разработчиков.
В результате кризиса индустрии компьютерных игр 1983 года большинство игровых журналов закрылось. На лето 1985 года Computer Gaming World остался единственным цветным журналом о компьютерных играх.
Изначально выходил каждые два месяца, объём ранних выпусков составлял 40-50 страниц. В 1986 году периодичность выпуска журнала была увеличена до девяти раз в год. Осенью 1987 появился дочерний журнал Computer Game Forum, который был больше ориентирован на сплетни, новости и юмор. Новый журнал так и не смог привлечь рекламодателей и после двух выпусков перестал выходить. После закрытия Computer Game Forum, Computer Gaming World стал ежемесячным. 
Начиная с 1991 года объём журнала существенно увеличился, достигнув 196 страниц в юбилейном сотом номере, вышедшем в ноябре 1992 года. В том же году новым главным редактором стал Джонни Уилсон. В 1993 году Сайп продал журнал компании Ziff Davis, но оставался его издателем до 1995 года.
В декабре 1997 года объём журнала достиг 500 страниц. В 1999 году Уилсон покинул пост главного редактора и его место занял Джордж Джоунс. В 2002 году новым главным редактором стал Джефф Грин.
В России в 2002—2005 годы выходила переводная русская версия от издательства Gameland.
2 августа 2006 года Ziff Davis совместно с Microsoft анонсировали закрытие журнала и замену его новым журналом, Games for Windows: The Official Magazine. Последний, 268 номер журнала был выпущен в ноябре 2006 года.

## Награды и отзывы
В 1987 году журнал получил награду Origins Award в номинации «лучший профессиональный игровой журнал». The New York Times многократно отмечала Computer Gaming World, как одно из главных изданий о компьютерных играх. В 1997 году газета назвала журнал «лидирующим журналом о компьютерных играх», в 1999 — «библией пуристов компьютерных игр», а в 2005 — «одним из ведущих журналов о компьютерных играх». 
Американский геймдизайнер Ричард Роуз в своей книге «Game Design: Theory and Practice» назвал Computer Gaming World лучшим периодическим изданием о компьютерных играх. По мнению директора Международного центра истории электронных игр Джона-Пола Дайсона, «журнал выполнял роль городской площади, собирая разработчиков игр и пользователей вместе». Старший редактор сайта 1UP.com Фрэнк Кифалди писал, что «Computer Gaming World являлся квинтэссенцией журналов о компьютерных играх в США на протяжении более двух десятилетий».